# Plavenský potok
Plavenský potok je vodní tok v Krušných horách v okrese Chomutov v Ústeckém kraji a Doupovských horách v okrese Karlovy Vary v Karlovarském kraji, levostranný přítok Ohře.
Délka toku měří 10,44 km, plocha povodí činí 15,05 km².

## Průběh toku
Potok pramení v nadmořské výšce 1095 metrů v horském sedle 450 m jihozápadně od vrcholu Macechy (1114 m) v Krušných horách. Pramen se nachází na území obce Loučné pod Klínovcem, v okrese Chomutov v Ústeckém kraji. Po přibližně 600 m jihozápadního směru opouští tok Ústecký kraj a přitéká na území obce Krásný Les v Karlovarské kraji. 
Zde se směr toku otáčí na jih a teče pod obcí Krásný Les, kde v krátkém úseku protéká Sokolovskou pánví, jejím okrskem Ostrovská pánev. Přibírá zleva několik drobných nepojmenovaných potoků a nad osadou Damice, částí obce Krásný Les, přitéká do Doupovských hor a přírodního parku Stráž nad Ohří. Po hranici přírodního parku teče jihovýchodním směrem, podtéká železniční trať Chomutov–Cheb a vlévá se zleva do Ohře na jejím 243,7 říčním kilometru.